# 24641 Enver
24641 Enver è un asteroide della fascia principale. Scoperto nel 1983, presenta un'orbita caratterizzata da un semiasse maggiore pari a 2,4436220 UA e da un'eccentricità di 0,1721596, inclinata di 13,14528° rispetto all'eclittica.